# La nueva leyenda del gran judo
La nueva leyenda del gran Judo  (續姿三四郎 Zoku Sugata Sanshirō?) es una película japonesa de acción y artes marciales de 1945 escrita y dirigida por Akira Kurosawa. La película está basada en una novela de Tsuneo Tomita, hijo de Tomita Tsunejirō, el primer maestro de judo. Se filmó a principios de 1945 en Japón, hacia el final de la Segunda Guerra Mundial y a diferencia de la original, La leyenda del gran judo, la secuela se considera en parte una película de propaganda.

## Sinopsis
En la década de 1880, un estudiante de artes marciales continúa su búsqueda para convertirse en un maestro de judo, siguiendo la disciplina de su fundador. Finalmente, aprende lo suficiente para demostrar su habilidad en un combate de boxeo entre luchadores estadounidenses y japoneses al final de la película. Toda la película trata, en realidad, sobre la rivalidad entre los artistas marciales de karate y judo, y la lucha de Sanshiro por hacer lo correcto. Por un lado, está lo que es moralmente correcto y, por el otro, las reglas del dōjō. Finalmente, decide romper todas las reglas, abandonar el dojo, luchar contra el boxeador estadounidense y, también, contra los maestros de karate. Gana ambas peleas y, al final de la película, sonríe mientras se lava la cara, porque es capaz de dormir tranquilo y ser feliz. 

## Reparto
- Denjirō Ōkōchi como Shogoro Yano
- Susumu Fujita como Sanshiro Sugata
- Ryūnosuke Tsukigata como Gennosuke Higaki
- Akitake Kōno como Genzaburo Higaki
- Yukiko Todoroki como Sayo
- Soji Kiyokawa como Yujiro Toda
- Masayuki Mori como Yoshima Dan
- Seiji Miyaguchi como Kohei Tsuzaki
- Ko Ishida como Daisuburo Hidarimonji
- Kazu Hikari como Kihei Sekine
- Kokuten Kōdō como el sacerdote budista Saiduchi
- Ichiro Sugai como Yoshizo Fubuki
- Osman Yusuf como el marinero estadounidense
- Roy James como William Lister

## Recepción
Dada la buena acogida que la primera película había tenido, la productora Toho encargó a Kurosawa que dirigiera una continuación, proyecto al que se dedicó sin mucha convicción («no es más que una reserva para el té», diría de la película), quizás por eso la película se suele considerar como una producción menor dentro de su filmografía.
En su reseña de la película original, La leyenda del gran judo, para la revista de cine Bright Lights Film Journal, Brian Libby señaló que la película está «menos orientada a la propaganda» que su secuela. En la película original, «la lucha no es más que un vehículo para una búsqueda espiritual más amplia», mientras que la secuela «promueve la superioridad del judo japonés sobre el boxeo occidental», lo que establece un tono diferente.
Christian Blauvelt, que escribió una crítica para Slant Magazine, coincidió en que la película está algo contaminada por una propaganda evidente. La victoria de Sanshiro contra el boxeador estadounidense «se toma como una señal de la superioridad física, moral y espiritual de los japoneses». También señaló que «Sanshiro acude en ayuda de unos japoneses indefensos que están siendo golpeados por un marinero estadounidense borracho». El historiador estadounidense David Conrad ha contextualizado la película como una «burda muestra de cumplimiento de un deseo» durante las últimas semanas de la Segunda Guerra Mundial, cuando los líderes japoneses «trasladaron las líneas del frente de la guerra al único lugar donde aún se podía ganar: el reino de la fantasía».
Christian Blauvelt, sin embargo, vio méritos en la película, como se ilustra en la batalla contra los hermanos de Gennosuke Higaki, el villano de la película original: «Su batalla tiene lugar en una ladera cubierta de nieve y coincide con la belleza natural del final de la tormenta de viento de la primera película». En sus años de aprendizaje en P.C.L. (Foto Chemical Laboratories, que más tarde se convirtió en Tōhō), Kurosawa había estado expuesto a las películas de John Ford, muchas de las cuales se proyectaron en Japón, antes del embargo de películas extranjeras que acompañó la declaración de guerra de Japón a los Estados Unidos en 1941. Al igual que Ford, Kurosawa enfatizaba el lugar que ocupa el paisaje en sus películas, a menudo asociando la agitación emocional de sus personajes con los elementos. La lluvia en Un domingo maravilloso, Rashomon o Los siete samuráis, el sol abrasador en El perro rabioso, el socavón en El ángel borracho, la nevada en El idiota, el viento en Dersu Uzala y las olas rompientes en Kagemusha expresaban cierta angustia emocional de los personajes y, como una especie de sinécdoque cinematográfica, de la sociedad en su conjunto».
Se cree que esta película es la secuela cinematográfica más antigua conocida cuyo título es simplemente el título original seguido de un número, anterior a películas como Quatermass II (1957) por varios años.